# Homem-Formiga e a Vespa (trilha sonora)
Ant-Man and the Wasp (Original Motion Picture Soundtrack) é a trilha sonora do filme Ant-Man and the Wasp da Marvel Studios. A trilha foi composta por Christophe Beck. A Hollywood Records lançou o álbum digitalmente em 6 de julho de 2018.

## Antecedentes
Em junho de 2017, o diretor do Ant-Man and the Wasp, Peyton Reed, confirmou que Christophe Beck, que compôs a trilha sonora para o Ant-Man, voltaria para o Ant-Man and the Wasp. Beck reprisou seu tema principal de Ant-Man, e também escreveu um novo para Hope van Dyne / Vespa, dizendo que ele queria ser "de alta energia" e mostrar que ela tinha mais certeza de suas habilidades do que Scott Lang / Homem-Formiga. Ao escolher entre esses temas para cenas específicas ao longo do filme, Beck tentou escolher o tema Vespa com mais frequência para que houvesse "novidade suficiente na trilha para sentir que está indo para novos lugares, e não apenas uma reforma". Hollywood Records e Marvel Music lançaram o álbum da trilha sonora digitalmente em 6 de julho de 2018.
Em abril de 2019, Mondo lançou um álbum de vinil (2XLP), com 14 faixas bônus inéditas. Este álbum será a primeira de várias trilhas sonoras da Marvel lançadas em vinil em número limitado. A trilha sonora de Ant-Man and the Wasp, por exemplo, lançado apenas 1.000 cópias com obras de arte e opções no registro de vinil coloração álbum original.

## Lista de faixas
Todas as músicas compostas por Christophe Beck.
| N.º            | Título                                    | Duração |  |
| 1.             | "It Ain’t Over Till the Wasp Lady Stings" | 2:34    |  |
| 2.             | "Prologue"                                | 3:42    |  |
| 3.             | "Ghost in the Machine"                    | 1:15    |  |
| 4.             | "World’s Greatest Grandma"                | 1:34    |  |
| 5.             | "A Little Nudge"                          | 3:49    |  |
| 6.             | "Feds"                                    | 2:47    |  |
| 7.             | "Ava’s Story"                             | 4:36    |  |
| 8.             | "Wings & Blasters"                        | 1:55    |  |
| 9.             | "Utmost Ghost"                            | 2:28    |  |
| 10.            | "Tracker Swarm"                           | 1:27    |  |
| 11.            | "Cautious as a Hurricane"                 | 2:47    |  |
| 12.            | "Misdirection"                            | 2:38    |  |
| 13.            | "Quantum Leap"                            | 2:53    |  |
| 14.            | "I Shrink, Therefore I Am"                | 1:57    |  |
| 15.            | "Partners"                                | 1:52    |  |
| 16.            | "Windshield Wipeout"                      | 1:37    |  |
| 17.            | "Hot Wheels"                              | 1:38    |  |
| 18.            | "Revivification"                          | 2:50    |  |
| 19.            | "A Flock of Seagulls"                     | 1:07    |  |
| 20.            | "San Francisco Giant"                     | 0:45    |  |
| 21.            | "Ghost = Toast"                           | 2:54    |  |
| 22.            | "Reduce Yourself"                         | 1:41    |  |
| 23.            | "Quit Screwing Around"                    | 0:46    |  |
| 24.            | "Arthropodie"                             | 4:16    |  |
| 25.            | "Baba Yaga Lullaby"                       | 0:25    |  |
| Duração total: | Duração total:                            | 56:13   |  |

## Música adicional
Uma música adicional, "Come On Get Happy" da The Partridge Family, é apresentada no filme, mas não foi incluída na trilha sonora. Duas canções encontradas no filme, "Everyday Is Like Sunday", de Morrissey, e "Spooky", de Dusty Springfield, não foram incluídas na trilha sonora.